# Egoitz Fernández
Pour les articles homonymes, voir Fernández.
Fernández  Ayarzagüena est un nom espagnol. Le premier nom de famille, en général paternel, est Fernández ; le second, en général maternel, souvent omis, est Ayarzagüena.
Egoitz Fernández Ayarzagüena (né le 21 octobre 1992 à Santurtzi) est un coureur cycliste espagnol.

## Biographie
Egoitz Fernández devient coureur professionnel en 2017, au sein de l'équipe continentale japonaise Ukyo,. Au mois d'avril, il s'impose au sprint sur la dernière étape du Tour de Tochigi. Il se distingue ensuite durant l'été en terminant quatrième du Circuit de Getxo et septième du Tour de Hokkaido. 
Pour la saison 2018, il retourne en Espagne en signant chez la Fundación Euskadi, qui devient une équipe continentale.

## Palmarès et résultats

### Palmarès par année
- 2013
  - 2e du Mémorial Sabin Foruria
  - 2e de la Klasika Lemoiz
- 2014
  - Laudio Saria
  - 2e du Circuito de Pascuas
- 2015
  - 2e étape de la Vuelta Costa Cálida
  - 2e de la Coupe d'Espagne de cyclisme
  - 2e du Circuito Guadiana
  - 2e du Mémorial Pascual Momparler
- 2016
  - Vainqueur du Torneo Euskaldun
  - San Martín Proba
  - Xanisteban Saria
  - Circuito Guadiana
  - 2e du Dorletako Ama Saria
  - 3e du San Juan Sari Nagusia
  - 3e du championnat d'Espagne sur route amateurs
  - 3e du Premio San Pedro
- 2017
  - 3e étape du Tour de Tochigi

### Classements mondiaux
| Année           | 2017 |
| --------------- | ---- |
| UCI Asia Tour   | 345e |
| UCI Europe Tour | 597e |